# سازه جداکننده عابران پیاده

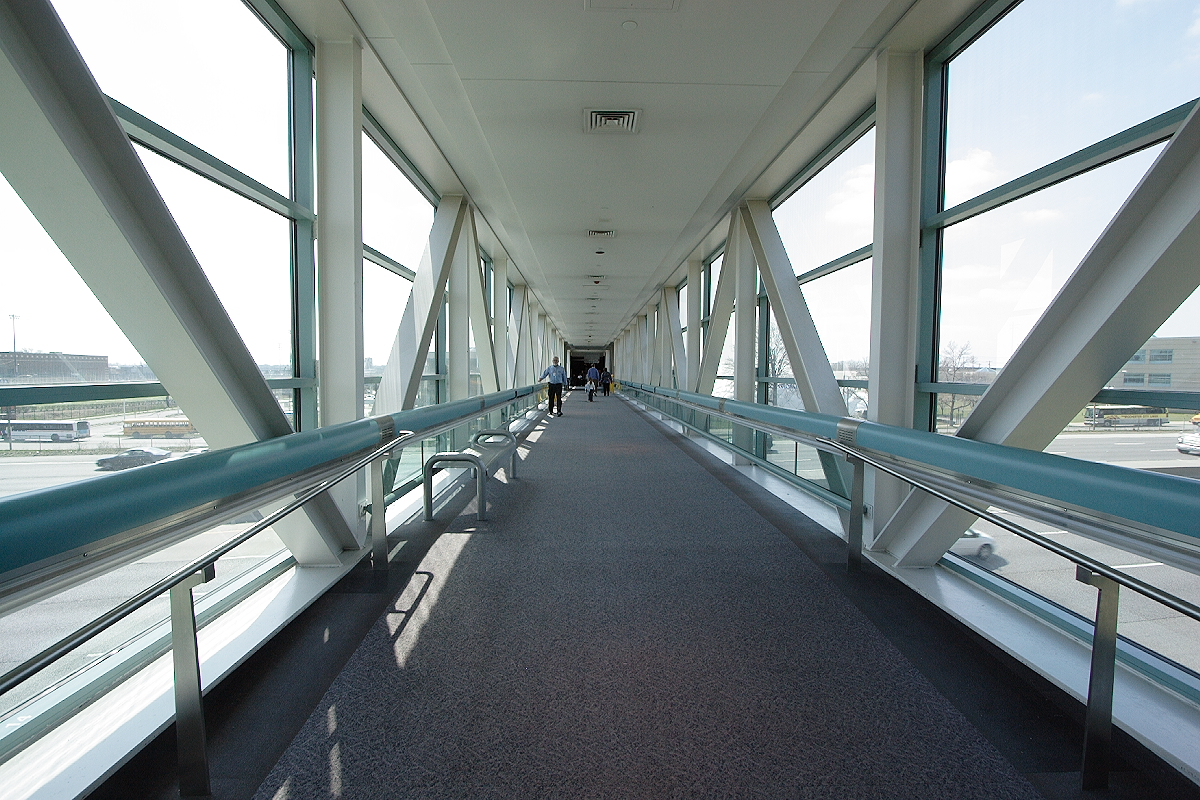
پل عابر پیاده در میسوری آمریکا.

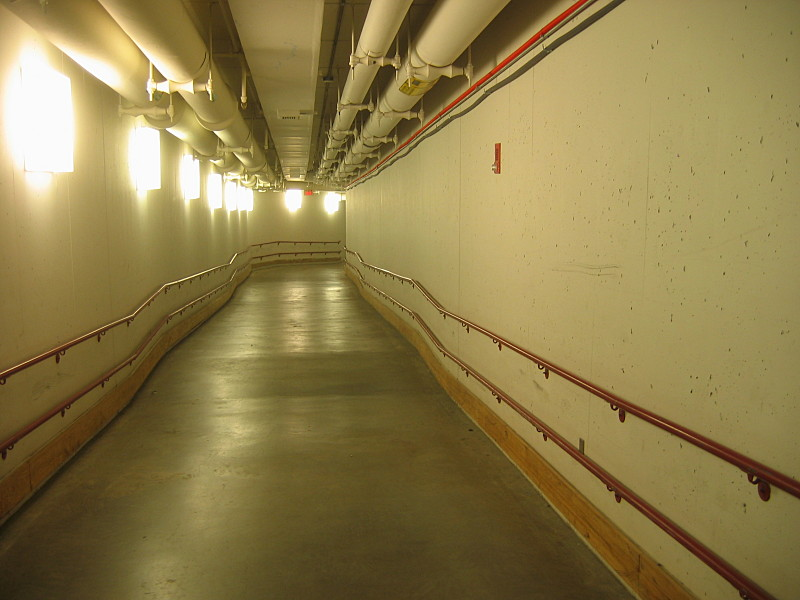
این زیرگذر در موسسه تکنولوژی ماساچوست اجازه می دهد تا عبور و مرور را از بین ساختمان ها در دو طرف خیابان ایمز (Ames) به سادگی انجام گیرد.

یک سازه جداکننده عابران پیاده به هر نوع سازه یا ساختار معماری گفته می‌شود که باعث خروج عابران پیاده از یک مسیر ویژه وسیله نقلیه می‌شود.به عبارت دیگر این سازه‌ها عابران را از خودروها و وسایل نقلیه موتوری جدا می‌کنند.
تقاطع غیرهمسطح رایج‌ترین شکل این جداسازی است که عمدتاً به شکل پل عابر پیاده یا زیرگذر عابر پیاده مشاهده می‌شود. دسترسی عابران به این سطوح انتقالی از طریق راه پله، پله برقی، آسانسور یا سطح شیبدار صورت می‌گیرد.
علاوه بر گذرگاههای غیر هم سطح، پیاده رو هم ممکن است به عنوان یک جداکننده عابران در نظر گرفت؛ چرا که به نحو مناسب از مسیر سواره رو خیابان جدا می‌شود و قوانین عبور و مرور در آن حمایت کننده عابران پیاده است.
در بسیاری از مناطق، گذرگاه حیوانات ارائه شده در مناطق طبیعی اجازه می‌دهد تا وحوش بدون مشکل از عرض یک جاده عبور کنند.

## تاریخچه
در سال 1999 در لاس وگاس در ایالت نوادا برنامه گسترده ای برای نصب پل عابر پیاده در تقاطع مهم برای کاهش ترافیک و بهبود ایمنی عابران پیاده شروع شد.